# Nahrendorf
Nahrendorf – miejscowość i gmina położona w niemieckim kraju związkowym Dolna Saksonia, w powiecie Lüneburg. Należy do (niem. Samtgemeinde) gminy zbiorowej Dahlenburg.

## Położenie geograficzne
Nahrendorf leży ok. 28 km na wschód od Lüneburga.
Od północnego wschodu sąsiaduje z gminą Neu Darchau, od wschodu z miastem Hitzacker (Elbe) i od południowego wschodu z gminą Göhrde wszystkie z gminy zbiorowej Elbtalaue w powiecie Lüchow-Dannenberg, od południowego zachodu z gminą Boitze, od zachodu z gminą Dahlenburg i od północy z gminą Tosterglope. 
Gmina znajduje się na północnych obrzeżach dużego kompleksu leśnego Göhrde.

## Dzielnice gminy
W skład gminy Nahrendorf wchodzą następujące dzielnice: Breese, Eichdorf, Kovahl, Lüben, Mücklingen, Neesthal, Nieperfitz, Oldendorf an der Göhrde, Pommoissel i Süschendorf.

## Historia
W centrum Nahrendorfu znajduje się kościół św. Lamberta (St. Lamberti), który był wzmiankowany w dokumentach klasztoru św. Michała w Lüneburgu z datą 1271, co by oznaczało, że miejscowość jest jeszcze starsza.

## Komunikacja
Nahrendorf leży ok. 2 km na północ od drogi krajowej B216 pomiędzy Lüneburgiem na zachodzie i Dannenberg (Elbe) na wschodzie. Droga prowadzi przez dzielnicę Oldendorf an der Göhrde. Do najbliższej autostrady A39 (dawna A250) na węźle Lüneburg-Nord jest 30 km. 
W dzielnicy Breese znajduje się zabytkowy dworzec kolejowy na jednej ze starszych linii kolejowych w Niemczech Wittenberge – Buchholz będącej do dzisiaj ważną arterią komunikacyjną.